# Vlag van Antwerpen (provincie)
De vlag van de provincie Antwerpen toont 24 vierkanten: acht rode, zes witte, zes gele en vier blauwe.

## Symboliek
De kleuren van de provincievlag zijn afgeleid van de kleuren van de steden Antwerpen (rood en wit), Mechelen (geel en rood) en Turnhout (wit en blauw). Dit zijn de meest prominente steden van de provincie en de hoofdplaatsen van de drie Antwerpse arrondissementen.

Vlag van Antwerpen (stad)
Vlag van Mechelen
Vlag van Turnhout

## Ontwerp
De vlag bestaat uit 24 vierkanten, die in vier rijen en zes kolommen geplaatst zijn; daardoor is de hoogte-breedteverhouding 2:3.
Het vlak dat geheel linksboven staat is, net als in de Noord-Brabantse vlag, rood. Elk vlak heeft dezelfde kleur als de vlakken die er linksboven en rechtsonder staan, waardoor er diagonale rijen met vlakken van dezelfde kleur ontstaan. De kleuren van de stad Antwerpen vormen de middelste rijen en drukken zo de prominente positie van die stad uit; naar buiten toe zijn de kleuren van respectievelijk Mechelen en Turnhout geplaatst.

Vlag van de Nederlandse provincie Noord-Brabant

## Geschiedenis

Vlag van Antwerpen (1928-1996)

De vlag is door de Antwerpse provincieraad aangenomen op 18 oktober 1996 en werd op 7 januari 1997 goedgekeurd door de Vlaamse regering.
De vlag is geblokt, wat terugwijst naar de Brabantse traditie van geblokte vlaggen. De vlag van de Nederlandse provincie Noord-Brabant heeft hetzelfde ontwerp, maar bestaat maar uit twee kleuren: rood en wit. Deze twee kleuren komen, sinds het uitroepen van het graafschap Leuven tijdens de Lotharingse periode, voor in Brabantse standaarden, vlaggen en wimpels. Het hertogdom Brabant nam deze kleuren over. Gedurende de middeleeuwen en de eeuwen daarna zouden rood en wit veel gebruikt worden. Vooral schepen voeren onder een rood-witte vlag, zeer vaak in de Antwerpse haven. De kleuren van de stad Antwerpen zijn zoals vermeld nog steeds rood en wit en dit zijn dan ook de 'centrale' kleuren op de provincievlag.
Vóór de aanname van de huidige vlag was de provinciale vlag een verticale driekleur in de kleuren geel, rood en wit. Deze vlag was op advies van de Raad van Adel officieel in gebruik genomen op 26 oktober 1928, maar werd nooit echt geaccepteerd, onder meer omdat de kleuren van Turnhout ontbraken. Die vlag is dan ook na verloop van tijd in de vergetelheid geraakt, hoewel ze tot 1997 de officiële vlag was.

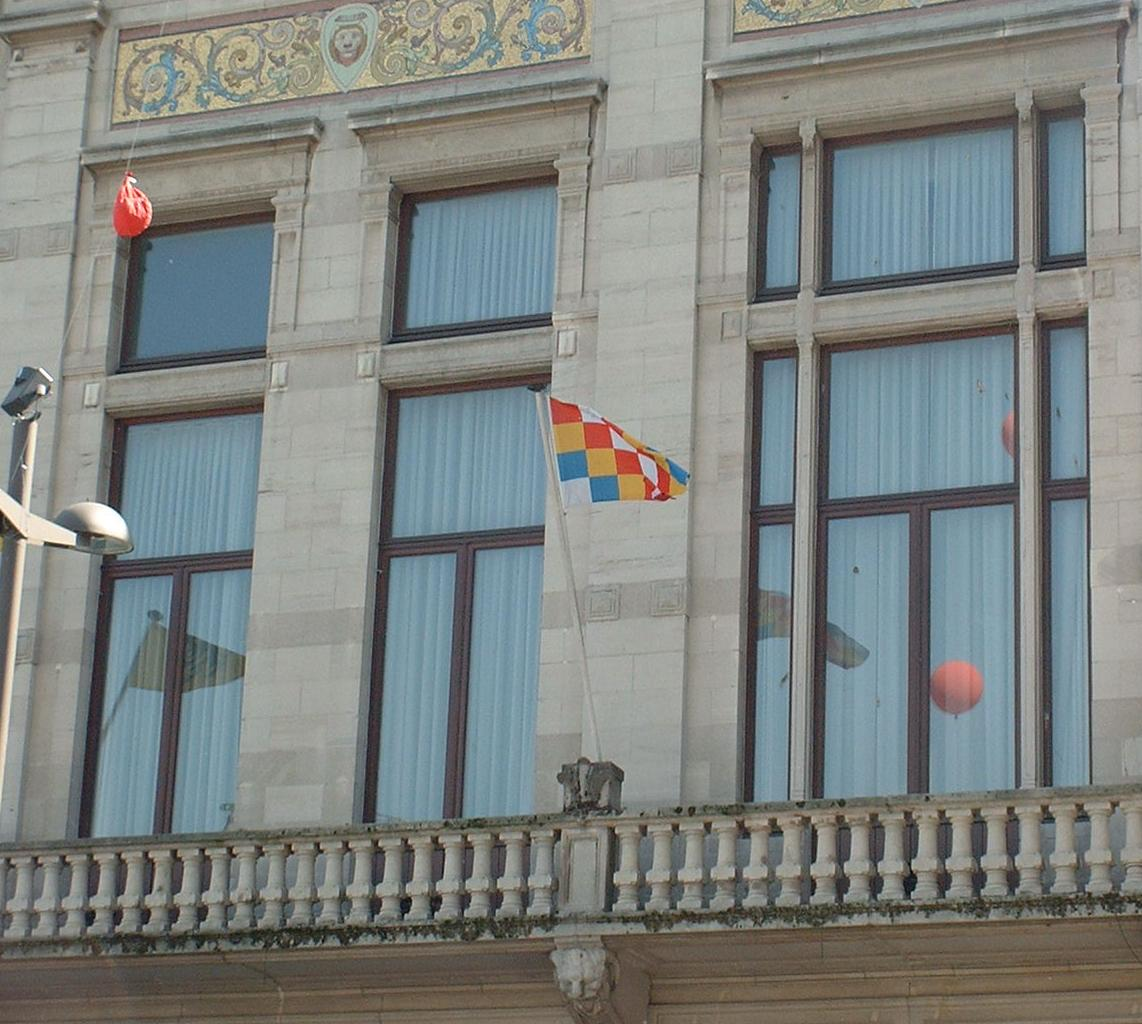
Vlag van Antwerpen op het Koningin Astidplein (Antwerpen-Stad)
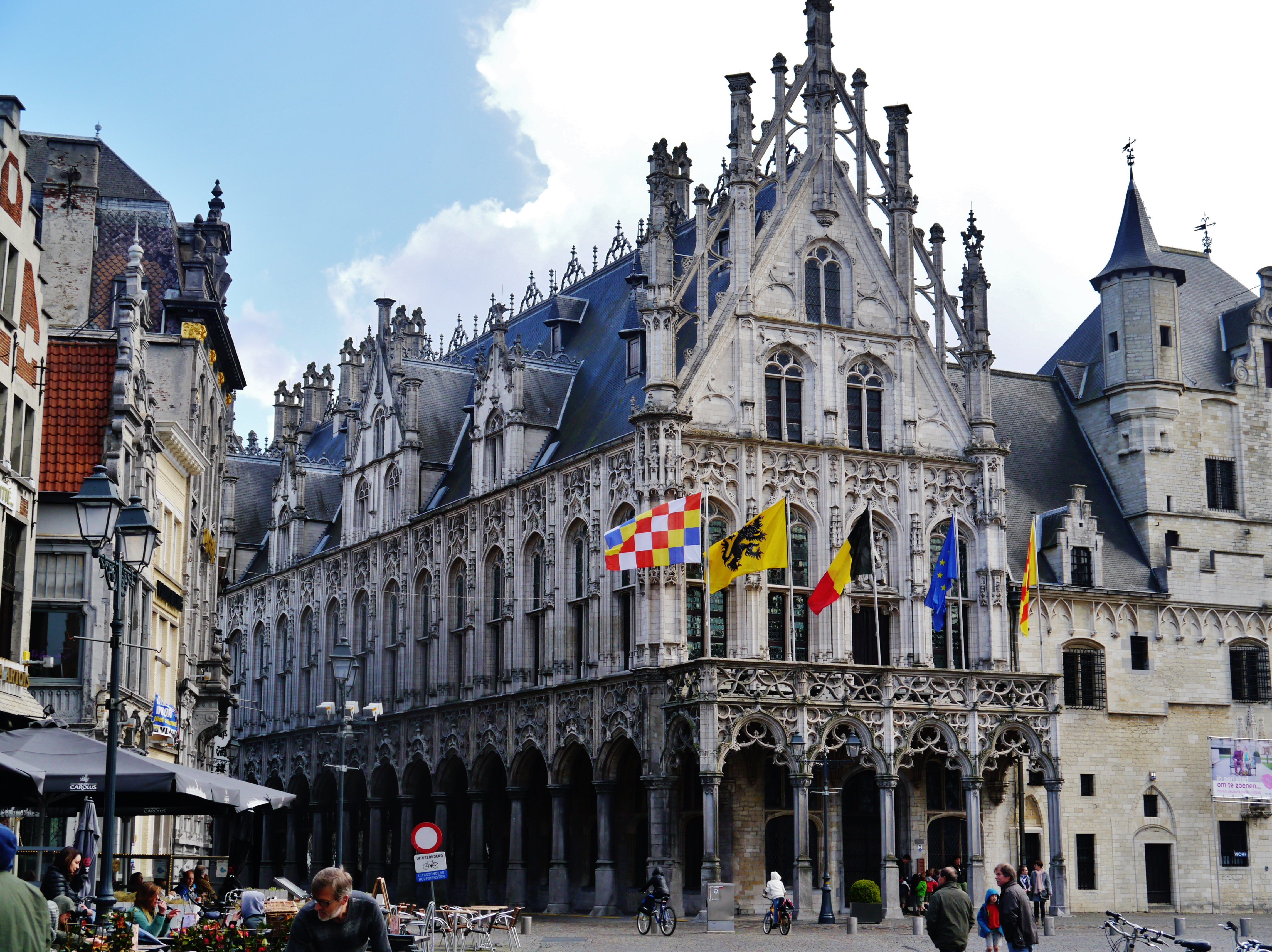
Vlag van Antwerpen op het stadhuis van Mechelen
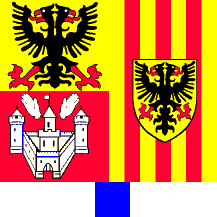
Oude onofficiële wapenbanier
Vlag van de Gouverneur van Antwerpen